# Marina Grubišić-Fejzić
Marina Grubišić-Fejzić, (Struge, općina Čapljina, 24. kolovoza 1967.), početkom agresije na Bosnu i Hercegovinu, a samim tim i na dijelove općine Čapljina od JNA uključuje se aktivno kao dragovoljac u postrojbe HOS-a. 

## Hercegovačko ratište
U teškim vremenima za Čapljinu koja je imala vojarne JNA s velikim brojem ljudstva i vojne tehnike, postrojbe HOS-a zajedno s postrojbama HVO-a i TO BiH zauzimaju te vojarne, gdje zarobljavaju veliku količinu naoružanja, tehnike kao i neprijateljskog ljudstva.
U svim tim operacijama aktivno kao pripadnik HOS-a sudjeluje i Marina Grubišić-Fejzić. U lipnju postrojbe HOS-a oslobađaju dijelove čapljinske općine koje su do tada bile pod okupacijom neprijateljskih snaga, operacija poznata pod nazivom Lipanjske zore, te je tako općina Čapljina u potpunosti bila sigurna od svakog upada agresora, a također je bilo i onemogućeno granatiranje same općine.
Nakon tih operacija čapljinska bojna HOS-a čiji je Marina bila pripadnik, sudjeluje i u drugim operacijama na prostoru općine Stolac, a zatim i na oslobađanju dijelova općine Trebinje u kolovozu . Nakon smrti Blaža Kraljevića HOS u Hercegovini počinje gubiti snagu, a ljudstvo se rasipa prelazeći u redove HVO-a i Armije BiH.

## Posavsko i Sarajevsko ratište
Jedna od posljednjih akcija hercegovačkog HOS-a, bio je odlazak na posavsko ratište u rujnu 1992. Među dragovoljcima koji su otišli za Posavinu bila je i Marina Grubišić-Fejzić. Nakon pada Bosanskog Broda, 6. listopada 1992. godine, Marina Grubišić-Fejzić odlazi na sarajevsko ratište (planina Igman) gdje se uključuje u sastav „Igmanskog odreda“ Armije BiH. Kao pripadnik Armije sudjeluje u svim borbenim operacijama na Igmanu i sarajevskom ratištu do prosinca 1992. godine. U prosincu njen suprug Jasmin Fejzić biva ranjen, i nakon njegovog oporavka odlaze u Tešanj, gdje nastavlja sa svojim životom i nakon rata.

## Optužnica
Po nalogu Tužilaštva BiH, 21. veljače 2012. godine, prema optužnici koju je podigao međunarodni tužitelj Jude Romano, Marina Grubišić-Fejzić je uhićena zajedno sa svoja tri suborca Ivanom Medićem, Srećkom Hercegom i Ivanom Zelenikom te optužena za navodne ratne zločine nad srpskim zarobljenicima. Edib Buljubašić protiv kojega je također podignuta optužnica za ovaj slučaj, od prije je bio lišen slobode zbog počinjenih nedjela nevezanih za ratna događanja. U optužnici se navodi da je Marina Grubišić- Fejzić navodno zlostavljala zarobljene vojnike JNA iz čapljinske vojarne, kao i civile u vojnom zatvoru Dretelj. U dosadašnjem postupku pred Sudom Bosne i Hercegovine, Marina Grubišić- Fejzić se izjasnila da nije kriva. Ispitivanje svjedoka od Tužilaštva počelo je 12. lipnja 2012. godine i trenutno je završnoj fazi.

## Zanimljivosti
- Marina Grubišić-Fejzić, jedina je ženska osoba protiv koje je kao pripadnice HOS-a podignuta optužnica za navodni ratni zločin. Ona je trenutno i jedina osoba s područja općine Čapljina protiv koje se vodio sudski proces za navodni ratni zločin.